# فراغة (أبركوه)
فراغة (بالفارسية: فراغه) هي قرية تقع في إيران في قسم فراغة الريفي. يقدر عدد سكانها بـ 1040 نسمة بحسب إحصاء 2016.